# Henryk VIII i jego sześć żon
Henryk VIII i jego sześć żon (ang. Henry VIII and His Six Wives) – brytyjski film historyczny z 1972 roku w reżyserii Warisa Husseina.

## Opis fabuły
Król Henryk VIII (Keith Michell) wspomina swoje życie. Jego pierwsza żona - królowa hiszpańskiego pochodzenia - Katarzyna Aragońska (Frances Cuka) urodziła mu sześcioro dzieci, z czego pięcioro zmarło przy porodzie lub nie przeżyło okresu niemowlęctwa. Przeżyło tylko szóste i ostatnie dziecko - księżniczka Maria urodzona w 1516 roku. Później królowa nie potrafiła już dać kolejnego dziecka, gdyż minął już okres jej płodności. Wtedy na dworze pojawia się Anna Boleyn (Charlotte Rampling). Król zakochuje się w niej i postanawia unieważnić swoje małżeństwo. Z tego powodu król zerwał z Kościołem katolickim, który nie zgadzał się na unieważnienie małżeństwa króla z królową Katarzyną. Sam ogłosił się głową nowo powstałego Kościoła anglikańskiego i rozwiódł się z Katarzyną. Po trzech latach małżeństwa i urodzeniu trójki dzieci (dwoje poroniono i jedna córka - księżniczka Elżbieta przeżyła) Henryk postanawia wysłać Annę Boleyn na ścięcie. Po rekordowym czasie (dzień później) król poślubia Jane Seymour (Jane Asher), która dała mu wreszcie jedynego i upragnionego syna - księcia Edwarda. Królowa umiera jednak po porodzie. Po trzech latach wdowieństwa, za namową Tomasza Cromwella (Donald Pleasence) poślubia księżniczkę niemiecką/kliwijską Annę (Jenny Bos). Niestety to małżeństwo rozpadło się po pół roku. Król poślubia kolejną żonę - dwórkę Anny Kliwijskiej - Katarzyny Howard (Lynne Frederick). Nowa królowa niestety wdała się w romans z pewnym dworzaninem króla, co oboje musieli przypłacić życiem. Znudzony Henryk po raz ostatni poślubia szóstą królową - Katarzynę Parr (Barbara Leigh-Hunt), która trwała przy jego boku aż do śmierci króla w styczniu 1547 roku.

## Obsada
- Keith Michell jako Henryk VIII
- Donald Pleasence jako Tomasz Cromwell
- Charlotte Rampling jako Anna Boleyn
- Jane Asher jako Jane Seymour
- Frances Cuka jako Katarzyna Aragońska
- Lynne Frederick jako Katarzyna Howard
- Jenny Bos jako Anna Cleves
- Barbara Leigh-Hunt jako Katarzyna Parr
- John Bryans jako kardynał Wolsey
- Michael Goodliffe jako Tomasz Moore

i inni